# Дмитриева, Таисия Андреевна
Таисия Андреевна Дмитриева  (род. 13 мая 2003, Вышний Волочек) — российская легкоатлетка, специализирующаяся в прыжках в длину и тройном прыжке.

## Биография
Родилась 13 мая 2003 года в городе Вышний Волочек Тверской области. С 2019 года выступает за Санкт-Петербург. Многократная победительница и призёр Первенств России. Победительница Кубка России 2024 года в прыжках в длину (6,66). Бронзовый призёр Чемпионата России 2024 года в тройном прыжке. Мастер спорта России (2021).